# Sage the Gemini
Sage the Gemini, de son vrai nom Dominic Wynn Woods, né le 20 juin 1992 à San Francisco, en Californie, est un rappeur et producteur de musique américain. 
Sage est membre du HBK Gang. Il est connu pour le single Gas Pedal en featuring avec Iamsu!, produit par Sage the Gemini. Gas Pedal atteint la 29e place du Billboard Hot 100, ce qui est fait le premier single de Sage à atteindre le top 40 ; il atteint également la sixième place des Hot R&B/Hip-Hop Songs et la quatrième place des Hot Rap Songs en 2013. La chanson de Sage, Red Nose atteint la 54e place du Hot 100 et la douzième des Hot RnB Hip-Hop Songs. Les deux chansons sont issues de son EP Gas Pedal, qui atteint la 29e place des RnB/Hip-Hop Albums. Il signe au label Republic Records en août 2013. Son premier  album Remember Me est publié en mars 2014.

## Biographie
Né dans la Baie de San Francisco, en Californie , il déménage à l'âge de six ans à Fairfield toujours en Californie . Sage commence à enregistrer à l'âge de onze ans, avec son frère, après avoir acheté un microphone chez Gordon's Music and Sound à Fairfield, en Californie. La première piste qu'il enregistre est titrée Made in China. À 14 ans il décide de prendre le pseudonyme de Sage the Gemini en référence à son signe astrologique et à la couleur de ses yeux,. En 2008, Sage publie son premier single, You Should Know sur Myspace, qui devient un hit viral, générant plus de trois millions de vues dans le monde entier. Il rejoint ensuite Black Money Music Group. Devenu ami avec le rappeur Iamsu!, il rejoint également le HBK Gang. 
Sage signe au label Republic Records en août 2013. Il publie les singles Red Nose et Gas Pedal en mars 2013. Ces singles connaissent immédiatement un grand succès, ce qui attire Republic Records qui lui fait signer un contrat en août 2013. Gas Pedal et Red Nose sont tous deux certifiés disque de platine aux États-Unis. Le 25 mars 2014, Sage publie son premier album studio intitulé Remember Me. Cet album comprend plusieurs invités comme Iamsu! et August Alsina, le tout produit en grande partie par lui-même.
Sage the Gemini collabore avec le rappeur de Miami, Flo Rida, sur le single G.D.F.R., le morceau connaît un vif succès devenant disque de platine aux États-Unis. En 2015, il publie un duo avec Nick Jonas intitulé Good Thing.

## Vie privée
Sage the Gemini a été en couple avec la chanteuse Jordin Sparks de février 2015 à février 2016. Il a une petite fille prénommée Lai’lah Woods issue d'une autre union.

## Discographie

### Albums studio
- 2014 : Remember Me
- 2015 : Bachelor Party

### EPs
- 2013 : Gas Pedal EP

### Mixtape
- 2013 : Gang Forever (avec The HBK Gang)

### Singles
- 2013 : Red Nose (Remember Me)
- 2013 : Gas Pedal avec Iamsu! (Remember Me)
- 2013 : Swerve (Gas Pedal EP)
- 2013 : College Drop avec Kool John (Remember Me)
- 2014 : Down On Your Luck avec August Alsina (Remember Me)
- 2014 : Dont You (Remember Me)
- 2015 : Guantanamera avec Trey Songz (Bachelor Party)
- 2015 : Good Thing avec Nick Jonas (Bachelor Party)
- 2016 : Now & Later

### Singles collaboratifs
- 2013 : Kiss It Dev avec Sage The Gemini
- 2014 : Only That Real Iamsu! avec Sage The Gemini et 2 Chainz (Sincerely Yours)
- 2014 : 2 A.M. Adrian Marcel avec Sage The Gemini
- 2014 : G.D.F.R. Flo Rida avec Sage The Gemini et Lookas (My House)
- 2015 : Pull Up L.A. Leakers avec Sage The Gemini, Kid Ink et Iamsu!
- 2015 : Throw It Back League of Starz avec Sage The Gemini et Marko Pen